# The Manticore & Other Horrors
The Manticore & Other Horrors – dziesiąty album studyjny brytyjskiego zespołu Cradle of Filth. Wydawnictwo ukazało się 30 października 2012 roku nakładem wytwórni muzycznej Peaceville Records. Nagrania zostały zarejestrowane, zmiksowane i zmasterowane w Grindstone Studio w Suffolk. Partie wokalne zostały nagrane w Springvale Studios w Ipswich w Suffolk. Był to pierwszy album Cradle of Filth nagrany jako trio w składzie Dani Filth, Paul Allender i Martin „Marthus” Škaroupka. Muzycy, we współpracy ze Scottem Atkinsem byli także producentami płyty.
Płyta dotarła do 96. miejsca zestawienia Billboard 200 w Stanach Zjednoczonych sprzedając się w nakładzie 4500 egzemplarzy w przeciągu tygodnia od dnia premiery.
Album trafił ponadto na listy przebojów w Austrii, Belgii, Finlandii, Francji i Niemczech.

## Lista utworów
Opracowano na podstawie materiału źródłowego.
| Nr  | Tytuł utworu                     | Słowa                | Muzyka                                    | Długość |
| --- | -------------------------------- | -------------------- | ----------------------------------------- | ------- |
| 1.  | „The Unveiling of O.”            | utwór instrumentalny | Paul Allender, Martin "Marthus" Škaroupka | 2:07    |
| 2.  | „The Abhorrent”                  | Dani Filth           | Paul Allender, Martin "Marthus" Škaroupka | 5:53    |
| 3.  | „For Your Vulgar Delectation”    | Dani Filth           | Paul Allender, Martin "Marthus" Škaroupka | 4:46    |
| 4.  | „Illicitus”                      | Dani Filth           | Paul Allender, Martin "Marthus" Škaroupka | 5:24    |
| 5.  | „Manticore”                      | Dani Filth           | Paul Allender, Martin "Marthus" Škaroupka | 5:53    |
| 6.  | „Frost on Her Pillow”            | Dani Filth           | Paul Allender, Martin "Marthus" Škaroupka | 4:12    |
| 7.  | „Huge Onyx Wings Behind Despair” | Dani Filth           | Paul Allender, Martin "Marthus" Škaroupka | 4:23    |
| 8.  | „Pallid Reflection”              | Dani Filth           | Paul Allender, Martin "Marthus" Škaroupka | 5:34    |
| 9.  | „Siding with the Titans”         | Dani Filth           | Paul Allender, Martin "Marthus" Škaroupka | 5:17    |
| 10. | „Succumb to This”                | Dani Filth           | Paul Allender, Martin "Marthus" Škaroupka | 4:43    |
| 11. | „Sinfonia”                       | utwór instrumentalny | Paul Allender, Martin "Marthus" Škaroupka | 3:25    |
|     |                                  |                      |                                           | 51:37   |

| Edycja rozszerzona | Edycja rozszerzona               | Edycja rozszerzona   | Edycja rozszerzona                        | Edycja rozszerzona |
| Nr                 | Tytuł utworu                     | Słowa                | Muzyka                                    | Długość            |
| ------------------ | -------------------------------- | -------------------- | ----------------------------------------- | ------------------ |
| 1.                 | „The Unveiling of O.”            | utwór instrumentalny | Paul Allender, Martin "Marthus" Škaroupka | 2:07               |
| 2.                 | „The Abhorrent”                  | Dani Filth           | Paul Allender, Martin "Marthus" Škaroupka | 5:53               |
| 3.                 | „For Your Vulgar Delectation”    | Dani Filth           | Paul Allender, Martin "Marthus" Škaroupka | 4:46               |
| 4.                 | „Illicitus”                      | Dani Filth           | Paul Allender, Martin "Marthus" Škaroupka | 5:24               |
| 5.                 | „Manticore”                      | Dani Filth           | Paul Allender, Martin "Marthus" Škaroupka | 5:53               |
| 6.                 | „Frost on Her Pillow”            | Dani Filth           | Paul Allender, Martin "Marthus" Škaroupka | 4:12               |
| 7.                 | „Huge Onyx Wings Behind Despair” | Dani Filth           | Paul Allender, Martin "Marthus" Škaroupka | 4:23               |
| 8.                 | „Pallid Reflection”              | Dani Filth           | Paul Allender, Martin "Marthus" Škaroupka | 5:34               |
| 9.                 | „Siding with the Titans”         | Dani Filth           | Paul Allender, Martin "Marthus" Škaroupka | 5:17               |
| 10.                | „Succumb to This”                | Dani Filth           | Paul Allender, Martin "Marthus" Škaroupka | 4:43               |
| 11.                | „Nightmares of an Ether Drinker” | Dani Filth           | Paul Allender, Martin "Marthus" Škaroupka | 4:32               |
| 12.                | „Death, the Great Adventure”     | Dani Filth           | Paul Allender, Martin "Marthus" Škaroupka | 6:18               |
| 13.                | „Sinfonia”                       | utwór instrumentalny | Paul Allender, Martin "Marthus" Škaroupka | 3:25               |
|                    |                                  |                      |                                           | 1:02:27            |

| Promo singel – Frost on Her Pillow | Promo singel – Frost on Her Pillow | Promo singel – Frost on Her Pillow | Promo singel – Frost on Her Pillow        | Promo singel – Frost on Her Pillow |
| Nr                                 | Tytuł utworu                       | Słowa                              | Muzyka                                    | Długość                            |
| ---------------------------------- | ---------------------------------- | ---------------------------------- | ----------------------------------------- | ---------------------------------- |
| 1.                                 | „Frost on Her Pillow”              | Dani Filth                         | Paul Allender, Martin "Marthus" Škaroupka | 4:13                               |

| Promo singel – For Your Vulgar Delectation | Promo singel – For Your Vulgar Delectation | Promo singel – For Your Vulgar Delectation | Promo singel – For Your Vulgar Delectation | Promo singel – For Your Vulgar Delectation |
| Nr                                         | Tytuł utworu                               | Słowa                                      | Muzyka                                     | Długość                                    |
| ------------------------------------------ | ------------------------------------------ | ------------------------------------------ | ------------------------------------------ | ------------------------------------------ |
| 1.                                         | „For Your Vulgar Delectation”              | Dani Filth                                 | Paul Allender, Martin "Marthus" Škaroupka  | 4:46                                       |

## Twórcy
Opracowano na podstawie materiału źródłowego.
| Zespół Cradle of Filth w składzie - Dani Filth – wokal prowadzący, wokal wspierający, produkcja muzyczna - Paul Allender – gitara rytmiczna, gitara prowadząca, produkcja muzyczna - Martin „Marthus” Škaroupka – perkusja, instrumenty perkusyjne, instrumenty klawiszowe, produkcja muzyczna Dodatkowi muzycy - Daniel Firth – gitara basowa - Chór - Petra Stiles-Swinton, Anita Kilpatrick, Robert L. Friars, Lucy Atkins, Jill Fallow, - Daniel Oxblood, Joseph Kelly, Jasper Conway, Janet Granger, India Price, Scarlet Summer | Produkcja - Scott Atkins – miksowanie, inżynieria dźwięku, mastering, produkcja muzyczna - Mark Harwood – inżynieria dźwięku, realizacja nagrań - Doug Cook – inżynieria dźwięku - Will Graney – dyrygent chóru, aranżacje - Matt Vickerstaff – okładka, oprawa graficzna - James Sharrock – zdjęcia - Travis Smith – oprawa graficzna - Kewin Miceli – oprawa graficzna - Richard Beeching – oprawa graficzna |